# پترا شورمن
پترا شورمن (آلمانی: Petra Schürmann; ۱۵ سپتامبر ۱۹۳۳ – ۱۴ ژانویهٔ ۲۰۱۰) هنرپیشه، مدل و مجری اهل آلمان بود. وی بین سال‌های ۱۹۵۴ تا ۲۰۰۴ میلادی فعالیت می‌کرد. شورمن در سال ۱۹۵۶ برنده جایزه دوشیزه دنیا شده‌است.